# Oostvoorne
Oostvoorne és un antic municipi a l'illa de Voorne de la província d'Holanda del Sud als Països Baixos. L'1 de gener de 1980 va fusionar amb Rockanje per formar el municipi nou de Westvoorne. El 2020 tenia 8055 habitants.
L'església parroquial construït al segle xii era dedicada al Llambert de Lieja. Després d'un incendi el 1607 va ser reconstruït en l'estil frugal típic del protestantisme neerlandès que la fa servir per a la comunitat local. Té un orgue famós de l'orguener menonista Johann Heinrich Hartmann Bätz (1709-1770) del 1770 que va ser restaurat el 2000.

## Persones d'Oostvoorne
- Belinda Meuldijk, actriu i lletrista